# Abrotanella inconspicua
Abrotanella inconspicua is een plantensoort uit de composietenfamilie (Asteraceae). De plant vormt mosachtige plekken van 10 centimeter of meer in doorsnede. De heldergroene priemvormige blaadjes groeien dicht op elkaar langs de stengels. De kleine bloemetjes zijn crème of geelkleurig. Hieruit groeien dopvruchten van 1 tot 2 millimeter lang.
De soort komt voor op het Zuidereiland van Nieuw-Zeeland. Hij groeit daar in laag tot hoog alpiene gebieden in de bergen, op hoogtes tussen 1200 en 2000 meter. De plant groeit in moerassige grond te midden van kussenvormende planten.